# Théâtre Guimerá
Le théâtre Guimerá est un situé dans la ville de Santa Cruz de Tenerife à Tenerife (îles Canaries). Consacré, entre autres fonctions, aux représentations théâtrales, il est le théâtre le plus ancien des Canaries, inauguré en 1851.
Jusqu'à l'inauguration de l'Auditorium de Tenerife, en 2003, il était le siège de l'Orchestre Symphonique de Tenerife.

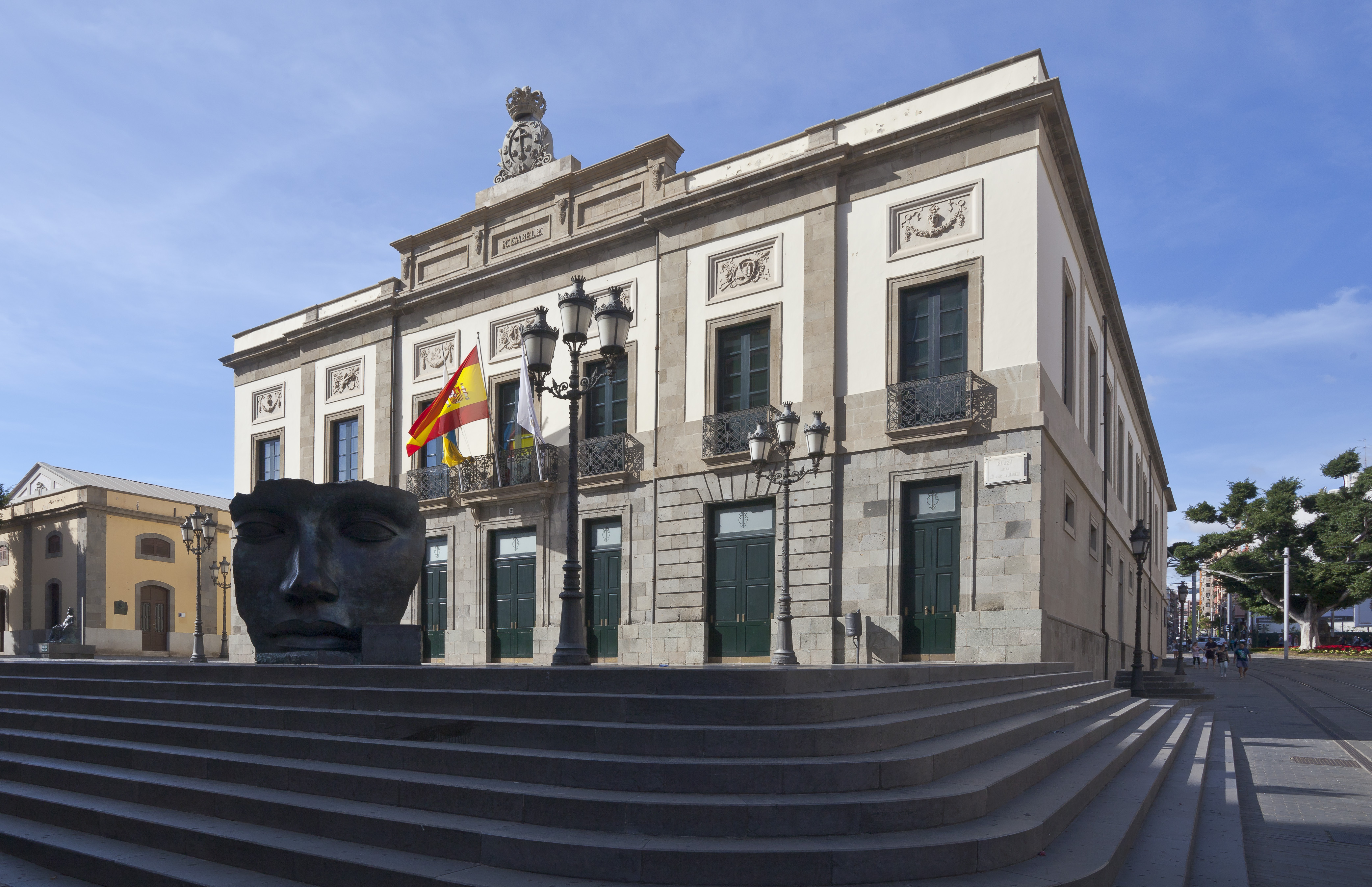
Vue de la Place de l'Île de Madère avec la sculpture Per Adriano et le théâtre Guimerá.

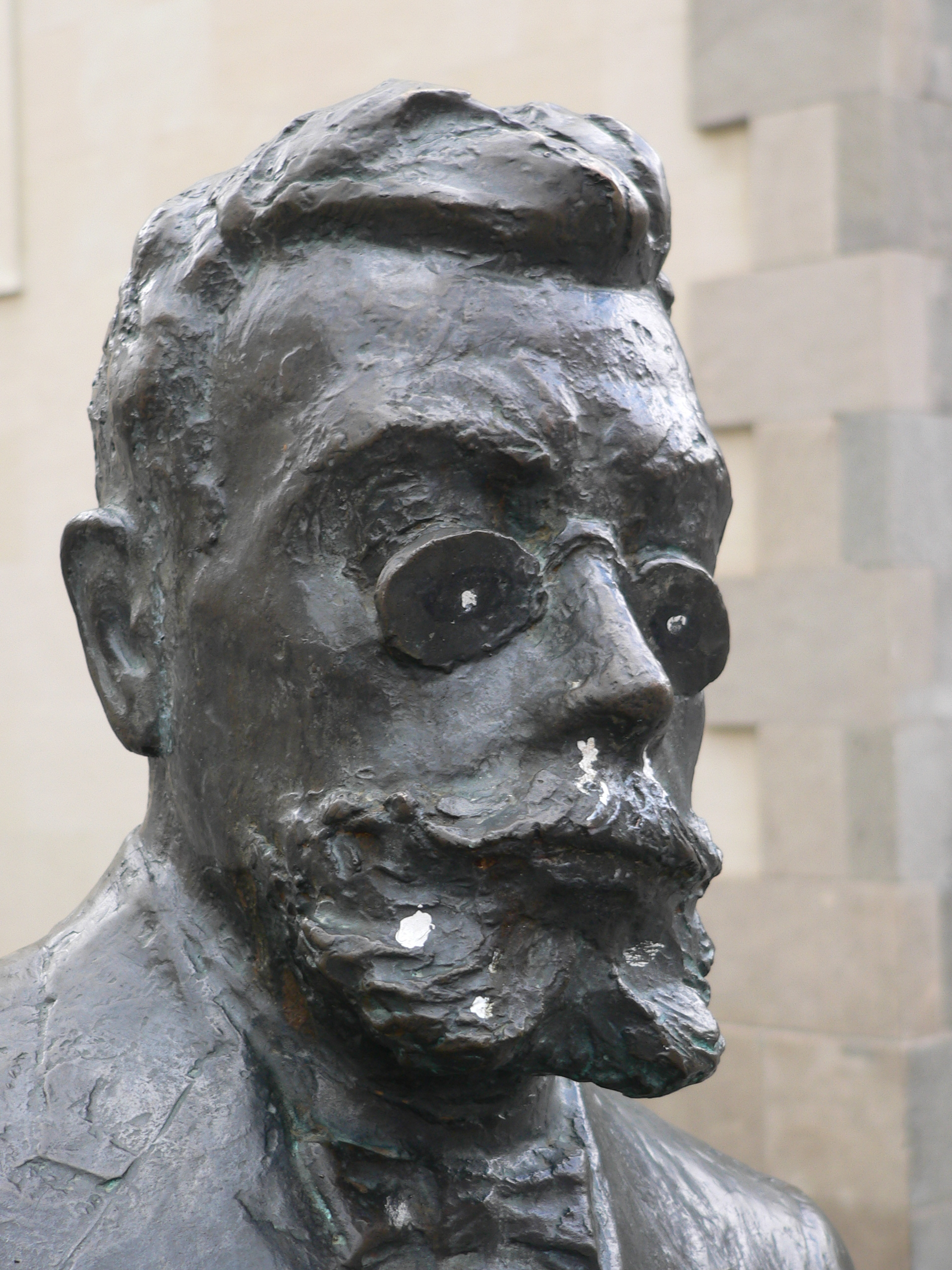
Statue d'Angel Guimerá devant le Théâtre Guimerá.

## Source de traduction
- (es) Cet article est partiellement ou en totalité issu de l’article de Wikipédia en espagnol intitulé « Teatro Guimerá » (voir la liste des auteurs).